# Skisprung-Grand-Prix 1996
Der Skisprung-Grand-Prix 1996 (offizielle Bezeichnung: FIS Grand Prix Skispringen 1996) war eine vom Weltskiverband FIS zwischen dem 18. August 1996 und dem 1. September 1996 ausgetragene Sommer-Wettkampfserie im Skispringen. Der an fünf verschiedenen Orten in Europa ausgetragene Grand-Prix bestand aus fünf Einzelwettbewerben. Den Sieg in der Gesamtwertung konnte der Finne Ari-Pekka Nikkola vor seinem Landsmann Mika Laitinen und dem Japaner Masahiko Harada erringen.

## Ergebnisse und Wertungen

### Grand-Prix Übersicht
| Datum             | Austragungsort | Schanze                   | Bemerkung | Sieger            | Zweiter           | Dritter          |
| ----------------- | -------------- | ------------------------- | --------- | ----------------- | ----------------- | ---------------- |
| 18. August 1996   | Trondheim      | Granåsen K 120            |           | Ari-Pekka Nikkola | Mika Laitinen     | Christof Duffner |
| 21. August 1996   | Oberhof        | Hans-Renner-Schanze K 120 |           | Mika Laitinen     | Ari-Pekka Nikkola | Adam Małysz      |
| 25. August 1996   | Hinterzarten   | Adlerschanze K 90         |           | Ari-Pekka Nikkola | Mika Laitinen     | Adam Małysz      |
| 28. August 1996   | Predazzo       | Trampolino dal Ben K 90   |           | Masahiko Harada   | Ari-Pekka Nikkola | Mika Laitinen    |
| 1. September 1996 | Stams          | Brunnentalschanze K 105   |           | Masahiko Harada   | Mika Laitinen     | Jani Soininen    |

### Wertungen
| Rang | Name               | Punkte |
| ---- | ------------------ | ------ |
| 01.  | Ari-Pekka Nikkola  | 405    |
| 02.  | Mika Laitinen      | 400    |
| 03.  | Masahiko Harada    | 280    |
| 04.  | Jani Soininen      | 225    |
| 05.  | Janne Ahonen       | 156    |
| 06.  | Adam Małysz        | 133    |
| 07.  | Takanobu Okabe     | 130    |
| 08.  | Kazuyoshi Funaki   | 117    |
| 09.  | Bruno Reuteler     | 116    |
| 10.  | Espen Bredesen     | 111    |
| 11.  | Peter Žonta        | 103    |
| 12.  | František Jež      | 097    |
| 13.  | Jaroslav Sakala    | 094    |
| 14.  | Christof Duffner   | 085    |
| 15.  | Noriaki Kasai      | 079    |
| 16.  | Dieter Thoma       | 077    |
| 17.  | Kenji Suda         | 075    |
| 18.  | Andreas Goldberger | 071    |
| 19.  | Sturle Holseter    | 067    |

| Rang | Name              | Punkte |
| ---- | ----------------- | ------ |
| 20.  | Kent Johanssen    | 061    |
| 21.  | Hiroya Saitō      | 054    |
| 22.  | Kjetil Moen       | 049    |
| 23.  | Nicolas Dessum    | 047    |
| 24.  | Michael Uhrmann   | 043    |
| 25.  | Christof Birchler | 042    |
| 26.  | Hansjörg Jäkle    | 041    |
| 27.  | Kimmo Savolainen  | 037    |
| 28.  | Dionis Vodnev     | 036    |
| 29.  | Andreas Widhölzl  | 034    |
| 30.  | Primož Peterka    | 026    |
| 31.  | Frank Reichel     | 025    |
|      | Naoki Yasuzaki    | 025    |
| 33.  | Jure Radelj       | 024    |
| 34.  | Marco Steinauer   | 023    |
| 35.  | Stefan Horngacher | 022    |
| 36.  | Didier Mollard    | 020    |
| 37.  | Andreas Küttel    | 019    |

| Rang | Name                | Punkte |
| ---- | ------------------- | ------ |
| 38.  | Vladimír Roško      | 016    |
|      | Jakub Sucháček      | 016    |
| 40.  | Martin Höllwarth    | 015    |
|      | Lasse Ottesen       | 015    |
| 42.  | Janne Väätäinen     | 014    |
| 43.  | Samo Gostiša        | 013    |
| 44.  | Dmitri Tschelowenko | 010    |
| 45.  | Jussi Hautamäki     | 08     |
|      | Roar Ljøkelsøy      | 08     |
| 47.  | Ralph Gebstedt      | 07     |
| 48.  | Michal Doležal      | 06     |
|      | Robert Meglič       | 06     |
| 50.  | Ingemar Mayr        | 04     |
|      | Jin’ya Nishikata    | 04     |
| 52.  | Ronny Hornschuh     | 03     |
|      | Gerhard Schallert   | 03     |
| 54.  | Alexander Herr      | 01     |
|      | Christian Moser     | 01     |